# Пшеничникова, Наталья Ростиславовна
Наталья Ростиславовна Пшеничникова (1 октября 1934, Москва — 1995) — советская волейболистка, нападающая, игрок сборной СССР (1955). 4-кратная чемпионка СССР. Мастер спорта СССР (1955).

## Биография
В 1952—1958 выступала за московское «Динамо», в 1959—1960 — за московский «Спартак». В составе «Динамо» трижды становилась чемпионкой СССР (1953—1955) и дважды серебряным призёром чемпионатов СССР (1952, 1958). В составе сборной Москвы — чемпионка СССР и Спартакиады народов СССР 1956.
В 1955 году выступала за сборную СССР, выиграв с ней «серебро» чемпионата Европы. 
Окончила 1-й Московский ордена Ленина медицинский институт (1-й МОЛМИ) имени И. М. Сеченова. После окончания игровой карьеры работала врачом.